# Egressyné Szentpétery Zsuzsanna
Egressyné Szentpétery Zsuzsanna (Csege, Szabolcs megye, 1816. – Budapest, 1888. április 13.) színésznő, Szentpétery Zsigmond húga.

## Életútja
Szentpétery Zsigmond prédikátor és Szegő Julianna leányaként született. 1829-ben Kassán kezdte pályafutását, ahol 1835-ig tűnt fel epizódszerepekben. 1835–1837 között a budai Várszínházban játszott, 1837–1857 között pedig megszakításokkal a Nemzeti Színházban volt segédszínésznő és az operakórus tagja. Ezt követően nyugdíjba ment. A budai németvölgyi temetőben helyezték örök nyugalomra 1888. április 15-én, majd a temető felszámolása után (1963) az 1980-as évek elején a Fiumei úti sírkertben Egressy Gábor síremlékének feliratával állítottak számára emléket.

## Magánélete
1831. december 21-én Kassán házasságot kötött Egressy Gáborral, Terhes Sámuel lelkész adta őket össze, a tanúk Udvarhelyi Miklós és Pály Elek voltak.

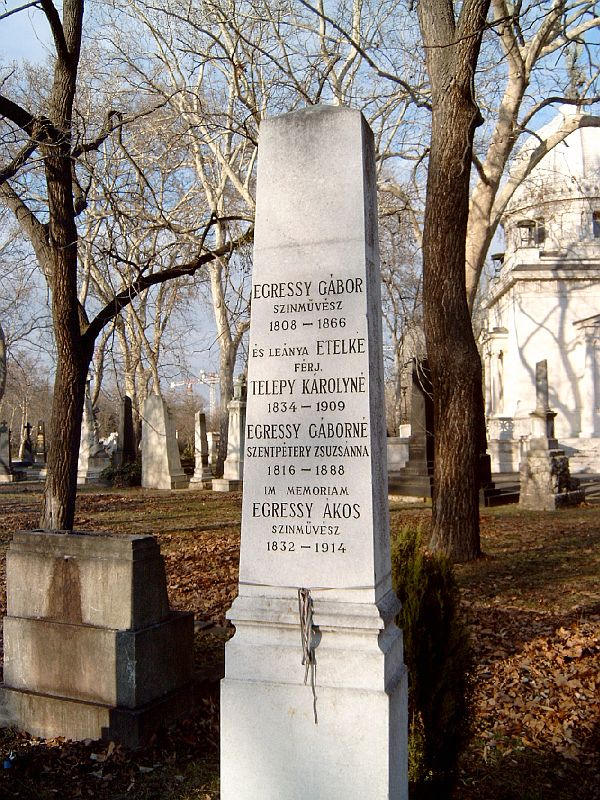
Jelképes sírja a Fiumei úti sírkertben (29/1-2-9)

## Fontosabb szerepei
- Berta (Rossini: A szevillai borbély)
- Feodora (Kotzebue: Gróf Benyovszky)
- Trézsi (Lebrün: Elevenholt házaspár)